# Janou Levels
Janou Levels (Roermond, 30 oktober 2000) is een Nederlands voetbalspeelster. Ze speelt als verdediger voor Bayer 04 Leverkusen.

## Clubcarrière
Janou Levels kwam uit voor CTO Eindhoven alvorens ze overstapte naar de hoofdmacht van PSV. In 2018 tekende ze een tweejarig contract bij PSV. Op 7 september 2018 maakte Levels haar debuut in de Vrouwen Eredivisie in een uitwedstrijd tegen FC Twente. Datzelfde jaar maakte ze in een uitwedstrijd tegen Achilles '29 haar eerste doelpunt in de Vrouwen Eredivisie. Levels speelde vijf seizoen voor de Eindhovenaren waarin ze tot 87 wedstrijden kwam.
In de zomer van 2023 maakte Levels de overstap naar Bayer 04 Leverkusen in de Bundesliga. In een uitwedstrijd tegen VfL Wolfsburg op 17 september 2023 maakte Levels haar debuut voor Bayer 04 Leverkusen.
In de zomer van 2024 verlengde Levels haar contract bij Bayer 04 Leverkusen tot medio 2026. Op 22 april 2025 tekende ze een contract bij competitiegenoot VfL Wolfsburg tot medio 2028, waar ze vanaf het seizoen 2025/26 voor uit zal komen.

## Statistieken
| Seizoen        | Club                | Land           | Competitie     | Competitie | Competitie | Beker | Beker | Internationaal | Internationaal | Totaal | Totaal |
| Seizoen        | Club                | Land           | Competitie     | Wed.       | Dlp.       | Wed.  | Dlp.  | Wed.           | Dlp.           | Wed.   | Dlp.   |
| -------------- | ------------------- | -------------- | -------------- | ---------- | ---------- | ----- | ----- | -------------- | -------------- | ------ | ------ |
| 2018/19        | PSV                 | Nederland      | Eredivisie     | 17         | 1          | 3     | –     | –              | –              | 17     | 1      |
| 2019/20        | PSV                 | Nederland      | Eredivisie     | 9          | 0          | 3     | –     | –              | –              | 9      | 0      |
| 2020/21        | PSV                 | Nederland      | Eredivisie     | 17         | 0          | 3     | 0     | 2              | 0              | 25     | 0      |
| 2021/22        | PSV                 | Nederland      | Eredivisie     | 24         | 0          | 6     | 0     | 2              | 0              | 32     | 0      |
| 2022/23        | PSV                 | Nederland      | Eredivisie     | 20         | 0          | 6     | 1     | –              | –              | 26     | 1      |
| 2023/24        | Bayer 04 Leverkusen | Duitsland      | Bundesliga     | 16         | 1          | 3     | 1     | –              | –              | 19     | 2      |
| 2024/25        | Bayer 04 Leverkusen | Duitsland      | Bundesliga     | 16         | 1          |       |       |                |                |        |        |
| Carrièretotaal | Carrièretotaal      | Carrièretotaal | Carrièretotaal | 119        | 3          | 24    | 2     | 4              | 0              | 147    | 5      |

Laatste update: 22 april 2025

## Interlandcarrière
Op 21 februari 2015 speelde ze met Oranje O16 haar eerste interland. Een jaar later kwam ze op 23 februari 2016 ook uit voor O17. Op 13 september 2017 speelde ze voor het eerst voor Oranje O19, waarmee ze ook naar het EK in Schotland gaat, dat in 2019 wordt gespeeld. Levels maakte haar debuut voor het Nederlands vrouwenvoetbalelftal op 29 november 2021 in een duel tegen Japan.

## Privé
Janou Levels is de dochter van oud-voetballer Jo Levels. Op 14-jarige leeftijd verhuisde Levels naar de campus van CTO Eindhoven, waar ze school en sport kon combineren. Met CTO speelde ze in 2018 de halve finale van de KNVB Beker tegen haar toekomstige club PSV, waar ze toen net een tweejarig contract had getekend.
1 Voll ·
2 Ostermeier ·
3 Friedrich ·
4 Bragstad ·
5 Levels ·
6 Piljić ·
7 Kramer ·
8 Bartz ·
9 Kehrer ·
10 Hansen ·
11 Kögel ·
12 Mickenhagen ·
13 Haim ·
14 Bragstad ·
16 Zdebel ·
17 Jorde ·
18 Vilhjálmsdóttir ·
19 Bender ·
20 Gonzalez ·
21 Marin ·
23 Bodoy ·
24 Turányi ·
27 Repohl ·
28 Menglu ·
27 Daedelow ·
34 Moll ·
56 Vidal ·
Coach: Pätzold